# Sekulmun Lake
Der Sekulmun Lake ist ein 49,85 km² großer See im kanadischen Yukon-Territorium. In der Sprache der Tutchone heißt der See Tthechä̀l Mǟn. Der See befindet sich im Stammesgebiet der Champagne and Aishihik First Nations.

## Lage
Der Sekulmun Lake liegt 60 km nördlich von Haines Junction zwischen dem Aishihik Lake im Osten und dem Kluane Lake im Westen. Der See liegt sehr abgelegen und wird daher weniger als andere Seen von Anglern und Erholungsuchenden besucht.
Der Sekulmun Lake ist ein langgestreckter See, dessen Nord-Süd-Längsausdehnung 29 km beträgt. Die maximale Breite liegt bei 2,4 km. Der See liegt auf einer Höhe von 921 m. Der Sekulmun Lake wird vom Isaac Creek im Westen und vom Albert Creek im Norden gespeist. Das Einzugsgebiet des Sekulmun Lake umfasst 1240 km². Der Tahgah River entwässert den See an dessen nordöstlichen Ende zum nahegelegenen Aishihik Lake. Der mittlere Abfluss beträgt 5,6 m³/s.

## Seefauna
Im Sekulmun Lake wurden folgende Fischarten nachgewiesen: Amerikanischer Seesaibling, Heringsmaräne, Prosopium cylindraceum (round whitefish), Prosopium coulterii (pygmy whitefish), Arktische Äsche, Hecht, Quappe und 
Catostomus catostomus (longnose sucker).

## Wasserkraftnutzung
Es gibt Planungen, das Wasser des zum Kluane Lake fließenden Gladstone Creek zum Isaac Creek umzuleiten. Durch die zusätzliche Wassermenge, die so dem Gewässersystem von Sekulmun Lake und Aishihik Lake zugeführt werden würde, könnten vom Aishihik-Wasserkraftwerk jährlich 18 GWh Strom erzeugt werden.